# Calendari holocè
El calendari holocè és una modificació modesta al calendari gregorià, que va ser proposat pel científic nord-americà Cesare Emiliani, afegint un dígit "1" davant de l'any en calendari gregorià,
Aquest nou sistema intenta eliminar el compte invertit d'anys que hi ha al calendari gregorià abans de la nostra era, i deslligar el calendari del naixement de Jesús de Natzaret.